# Вулф-Лейк (Міннесота)
Вулф-Лейк (англ. Wolf Lake) — місто (англ. city) в США, в окрузі Бекер штату Міннесота. Населення — 71 особа (2020).

## Географія
Вулф-Лейк розташований за координатами 46°48′36″ пн. ш. 95°21′3″ зх. д. / 46.81000° пн. ш. 95.35083° зх. д. (46.809909, -95.350875).  За даними Бюро перепису населення США в 2010 році місто мало площу 0,77 км², уся площа — суходіл.

## Демографія
Згідно з переписом 2010 року, у місті мешкало 57 осіб у 22 домогосподарствах у складі 13 родин. Густота населення становила 74 особи/км².  Було 35 помешкань (45/км²).
Расовий склад населення:
| - 96,5 % — білих |

До двох чи більше рас належало 3,5 %. Частка іспаномовних становила 0,0 % від усіх жителів.
За віковим діапазоном населення розподілялося таким чином: 35,1 % — особи молодші 18 років, 56,1 % — особи у віці 18—64 років, 8,8 % — особи у віці 65 років та старші. Медіана віку мешканця становила 25,3 року. На 100 осіб жіночої статі у місті припадало 90,0 чоловіків;  на 100 жінок у віці від 18 років та старших — 94,7 чоловіків також старших 18 років.
Середній дохід на одне домашнє господарство  становив 47 948 доларів США (медіана — 47 917), а середній дохід на одну сім'ю — 55 863 долари (медіана — 50 208). За межею бідності перебувало 17,5 % осіб, у тому числі 35,0 % дітей у віці до 18 років та 0,0 % осіб у віці 65 років та старших.
Цивільне працевлаштоване населення становило 29 осіб. Основні галузі зайнятості: виробництво — 24,1 %, освіта, охорона здоров'я та соціальна допомога — 24,1 %, транспорт — 10,3 %, роздрібна торгівля — 10,3 %.